# Sakawayana
Sakawayana is een bestuurslaag in het regentschap Garut van de provincie West-Java, Indonesië. Sakawayana telt 4713 inwoners (volkstelling 2010).